# Christian Roland
Christian Roland was een Belgisch syndicalist voor het ABVV.

## Levensloop
In 1992 volgde hij Karel Boeykens op als voorzitter van BBTK, de vakcentrale voor bedienden. Deze functie oefende hij uit tot zijn pensioen, Hij werd opgevolgd door Erwin De Deyn in mei 2006.